# Ciovnîțea, Kiverți
Ciovnîțea (în ucraineană Човниця) este un sat în comuna Zavitne din raionul Kiverți, regiunea Volînia, Ucraina.

## Demografie
Componența lingvistică a localității Ciovnîțea
     Ucraineană (99,27%)
     Alte limbi (0,48%)
Conform recensământului din 2001, majoritatea populației localității Ciovnîțea era vorbitoare de ucraineană (99,27%), existând în minoritate și vorbitori de alte limbi.